# Hajdúböszörmény vasútállomás
Hajdúböszörmény vasútállomás egy Hajdú-Bihar vármegyei vasútállomás, Hajdúböszörmény településen, a MÁV üzemeltetésében. A városközpont keleti részén helyezkedik el, a 3507-es út vasúti keresztezésétől délre, közúti elérését csak önkormányzati utak biztosítják.

## Vasútvonalak
Az állomást az alábbi vasútvonalak érintik:
- Debrecen–Tiszalök-vasútvonal

## Kapcsolódó állomások
A vasútállomáshoz az alábbi állomások vannak a legközelebb:
- Zelemér megállóhely (Debrecen–Tiszalök-vasútvonal)
- Hajdúvid megállóhely (Debrecen–Tiszalök-vasútvonal)

## Forgalom
| Járat        | Útvonal | Gyakoriság |
| ------------ | --- | ---------- |
| személyvonat | Tiszalök – Szorgalmatos – Egyházerdő – Tiszavasvári – Tedej – Hajdúnánás-Vásártér – Hajdúnánás – Hajdúdorog – Hajdúvid – Hajdúböszörmény – Zelemér – Hajdúszentgyörgy – Józsa – Tócóvölgy – Debrecen | 2 óránként |